# Shuga Cain
Shuga Cain, nombre artístico de Jesus Martinez (nacida el 20 de noviembre de 1977), es una drag queen y panadera estadounidense quién recibió atención internacional por participar en la undécima temporada de RuPaul's Drag Race.

## Primeros años
Martínez nació en Oakland, California y cuando era niño se mudó al norte de California, donde creció en un vecindario predominantemente caucásico. Su padre era salvadoreño y su madre era apache con ascendencia española. Recibió una Licenciatura en Música en la Universidad de Wisconsin–Eau Claire y una Maestría en Música en la Universidad DePaul, ambas fueron en voz aplicada.

## Carrera
En 2011, Martinez protagonizó una producción de Xanadu, interpretando a Sonny Malone.
Cain comenzó a hacer drag a tiempo completo en 2017, dejando un trabajo corporativo de seis cifras para dedicarse a ello. En marzo de 2018, Cain formó parte de la serie Drag Babies de Max Emerson, presentada por Bob the Drag Queen. Fue Drag Mentor, junto a Peppermint y Chi Chi DeVayne.
Cain fue anunciada como una de las quince concursantes que competirían en la undécima temporada de RuPaul's Drag Race el 24 de enero de 2019. En el episodio 3, Cain formó parte del histórico lipsync a seis bandas (la primera vez en la historia del programa en la que más de dos concursantes tuvieron que hacer un lipsync para evitar la eliminación), al que logró evitar la eliminación. Cain volvió a hacer lip sync en el episodio 5, donde eliminó a Ariel Versace con la canción "I'm Your Baby Tonight" de Whitney Houston. A pesar de no haber ganado nunca un reto, Cain se situó en el primer puesto durante el reto Snatch Game de la temporada, en el que interpretó a Charo. Finalmente, Cain fue eliminada en el décimo episodio después de hacer el lipsyncing de No More Drama de Mary J. Blige contra Vanessa Vanjie Mateo. Terminó en el concurso en séptimo lugar. Durante su estancia en el programa, Cain publicó Shuga in the Raw, donde recapitulaba todos los episodios de la temporada 11.
Desde el 26 de marzo hasta el 6 de septiembre, formó parte del elenco rotativo de RuPaul's Drag Race: Season 11 Tour, fue presentado por Voss Events y World of Wonder, y por Asia O'Hara. El espectáculo comenzó en Los Ángeles el 26 de mayo durante la fiesta de clausura de RuPaul's DragCon LA (presentada por la jueza de Drag Race Michelle Visage) y concluyó con una reverencia final el 6 de septiembre en la ciudad de Nueva York (también presentada por Visage) en la cima de RuPaul's DragCon NYC.
Se anunció que presentaría Gimme Some Shuga, una miniserie de seis episodios en WOWPresents Plus. La serie se centra en Cain y en el pastelero Justin Salinas, que crea tartas inspiradas en las leyendas de RuPaul's Drag Race. Se anunció que formaría parte del reparto de A Drag Queen Christmas, un espectáculo de drags con temática navideña presentado por M&P y por Nina West. Otras reinas que están presentes en el cartel son Shea Coulee, Willam, Latrice Royale, Thorgy Thor, Manila Luzon y Lady Bunny.

## Vida personal
Cain actualmente está comprometido con Gilbert Gaona de Atascadero, CA.

## Filmografía

### Televisión
| Año  | Título                       | Papel      | Notas                                            |
| ---- | ---------------------------- | ---------- | ------------------------------------------------ |
| 2019 | RuPaul's Drag Race           | Ella misma | Concursante (7th lugar)                          |
| 2019 | RuPaul's Drag Race: Untucked | Ella misma | Espectáculo complementario de RuPaul's Drag Race |
| 2019 | Tales of the City            | Drag queen | Extra                                            |

### Series web
| Año  | Título                 | Papel      | Notas                                     | Ref.   |
| ---- | ---------------------- | ---------- | ----------------------------------------- | ------ |
| 2018 | Drag Babies            | Ella misma | Drag Mentor                               | [ 16 ] |
| 2019 | Queen to Queen         | Ella misma | Juntó con Scarlet Envy y Kahanna Montrese | [ 17 ] |
| 2019 | Da Fuq                 | Ella misma | Invitado, presentado por Honey Davenport  | [ 18 ] |
| 2019 | I've Never Had a ...   | Ella misma | Invitado                                  | [ 19 ] |
| 2019 | Countdown to the Crown | Ella misma | Temporada 11                              | [ 20 ] |
| 2019 | Whatcha Packin'        | Ella misma | Invitado                                  | [ 21 ] |
| 2019 | Cosmo Queens           | Ella misma | Serie cosmopolita                         | [ 22 ] |
| 2019 | Charo's Pink Room      | Ella misma | Juntó con Charo                           | [ 23 ] |
| 2019 | Shuga in the Raw       | Ella misma | Anfitrión                                 | [ 24 ] |
| 2019 | Take a Look Back       | Ella misma | Serie de Yuhua Hamasaki                   | [ 25 ] |
| 2019 | Gimme Some Shuga       | Ella misma | Anfitrión                                 | [ 26 ] |
| 2019 | Bootleg Opinions       | Ella misma | Invitado, presentado por Yuhua Hamasaki   | [ 27 ] |
| 2020 | Out of the Closet      | Ella misma | Invitado                                  | [ 28 ] |

### Videos musicales
| Año  | Título       | Ref(s) |
| ---- | ------------ | ------ |
| 2020 | "Sweet Love" | [ 29 ] |

## Discografía

### Sencillos
| Año  | Título       |
| ---- | ------------ |
| 2020 | "Sweet Love" |

## Teatro
| Año  | Producción | Papel        | Evento                          | Notas                          | Ref(s) |
| ---- | ---------- | ------------ | ------------------------------- | ------------------------------ | ------ |
| 2011 | Xanadu     | Sonny Malone | New Conservatory Theatre Center | Acreditado como Jesus Martinez |        |